# Postępowanie w sprawach o wykroczenia
Postępowanie w sprawach o wykroczenia (postępowanie wykroczeniowe, dawniej postępowanie karno-administracyjne) – zespół norm prawnych regulujących czynności procesowe zmierzające do realizacji prawa wykroczeń. Jego głównym celem jest ustalenie, czy zaistniał czyn zabroniony mający postać wykroczenia, a następnie wykrycie jego sprawcy i pociągnięcie go do odpowiedzialności za nie.
Postępowanie wykroczeniowe reguluje w Polsce Kodeks postępowania w sprawach o wykroczenia i rozporządzenia wydane w celu jego wykonania. W tym postępowaniu stosuje się odpowiednio wskazane w Kodeksie postępowania w sprawach o wykroczenia przepisy Kodeksu postępowania karnego. Zasady i cele postępowania wykroczeniowego są bardzo zbliżone do postępowania regulowanego przez Kodeks postępowania karnego.

## Sąd
Sprawy o wykroczenia w pierwszej instancji rozpoznaje co do zasady sąd rejonowy. Orzekanie w sprawach wykroczeń popełnionych przez żołnierzy należy do wojskowego sądu garnizonowego. Do 2001 r. postępowanie wykroczeniowe w pierwszej instancji prowadziły kolegia do spraw wykroczeń, które były organami pozasądowymi.

## Oskarżyciele i obwiniony
W postępowaniu wykroczeniowym oskarżycielem publicznym jest Policja i inne wskazane ustawą organy (np. straż gminna (miejska)). Może nim być także prokurator. W postępowaniu może występować oskarżyciel posiłkowy (pokrzywdzony). Jeżeli sprawa dotyczy wykroczenia ściganego na żądanie pokrzywdzonego, może on sam zainicjować postępowanie przez złożenie wniosku o ukaranie. Obwinionym jest osoba, przeciwko której skierowano wniosek o ukaranie.

## Podział postępowania
- postępowanie zwyczajne (art. 57–88 k.p.w.)
- postępowanie przyspieszone (art. 89–92a k.p.w.)
- postępowanie nakazowe (art. 93–94 k.p.w.)
- postępowanie mandatowe (art. 95–102 k.p.w.)